# Василевка (Унечский район)
Василёвка — опустевшая деревня в Унечском районе Брянской области в составе Старогутнянского сельского поселения.

## География
Находится в центральной части Брянской области на расстоянии приблизительно 7 км на запад-северо-запад по прямой от районного центра города Унеча.

## История
Основана предположительно в конце XVIII века как хутор. В середине XX века работал колхоз им. Сталина. В 1859 году здесь (хутор Суражского уезда Черниговской губернии) учтено было 4 двора, в 1892—9. На карте 1941 года отмечена как поселение с 38 дворами.

## Население
Численность населения: 38 человек (1859 год), 75 (1892), 165 (1926), 242 (1979), 18 (1989), 10 человек (русские 100 %) в 2002 году, 0 в 2010.